# Mechelen-Nekkerspoel
Mechelen-Nekkerspoel (ned: Station Mechelen-Nekkerspoel) – stacja kolejowa w Mechelen, w prowincji Antwerpia, w Belgii. Znajduje się na linii Bruksela - Antwerpia. 

## Historia
Stacja została otwarta w 1903 w, w wyniku zmiany przebiegu rzeki Dijle.

## Linie kolejowe
- 25 Bruksela - Antwerpia
- 27 Bruksela - Antwerpia
- 27B Weerde - Otterbeek

## Połączenia
Mechelen-Nekkerspoel jest stacja, gdzie zatrzymują się niektóre pociągi InterCity. Spośród sześciu regularnych pociągów IC między Mechelen i Antwerpią, zatrzymują się na stacji dwa pociągi.
Codzienne
| Typ pociągu        | Trasa                                                   | Takt                                    |
| ------------------ | ------------------------------------------------------- | --------------------------------------- |
| IC-22 (seria 3300) | Bruxelles Midi - Mechelen - Antwerpia Centralna - Essen | 1x/u (w weekendy z Binche do Antwerpii) |
| IC-31 (seria 3100) | Bruxelles Midi - Mechelen - Antwerpia Centralna         | 1x/u (w weekendy z Charleroi-Central)   |
| L (seria 1700)     | Bruksela - Antwerpia Centralna                          | 1x/u                                    |

Tygodniowe
| Typ pociągu | Trasa                                   | Takt |
| ----------- | --------------------------------------- | ---- |
| L           | Antwerpia Centralna - Bruksela - Nijvel | 1x/u |